# Pollstar
A Pollstar a koncertek iparágának vezető kiadványa, mely közvetlenül az ügynököktől, menedzserektől és támogatóktól szerzi a koncertekkel kapcsolatos adatokat.
Az 1981-ben alapított fresnói (Kalifornia) székhelyű társaságnak irodája van Londonban, illetve hat másik országban. A Pollstar az Associated Press (AP) tagja. Szolgáltatásaikhoz előfizetés szükséges, világszerte működnek és online adatbázisai mellett heti magazint is megjelentet.
A Pollstar évente díjátadó rendezvényt szervez a koncertezés művészei és szakemberei munkájának elismerésére.